# .nr
.nr је највиши Интернет домен државних кодова (ccTLD) за Науру. Администриран је од стране Етисалат-а.